# Ommegang de Bruxelles
Pour les articles homonymes, voir Ommegang.
L'Ommegang de Bruxelles est un cortège folklorique bruxellois qui a lieu actuellement deux fois, les premiers mercredi et vendredi du mois de juillet, sur la Grand-Place de Bruxelles.
À l'origine elle était la plus importante procession lustrale de Bruxelles qui se déroulait une fois par an le dimanche précédant la Pentecôte. Depuis 1930 elle est devenue une reconstitution historique de l'entrée de l'empereur Charles V et son fils Philippe à Bruxelles en 1549.
Le terme Ommegang, en latin "circumambulatio", signifie « marcher autour » en néerlandais et elle est actuellement un spectacle et une évocation historique de Bruxelles.
Elle rejoint la tradition des grands cortèges de notables, de cavaliers et de géants que l'on retrouve un peu partout en Belgique et dans le Nord de la France.
L'Ommegang de Bruxelles, cortège historique et fête populaire annuels est inscrit sur la liste représentative du patrimoine culturel immatériel de l'humanité en décembre 2019. Il compte aussi parmi les chefs-d’œuvre du Patrimoine oral et immatériel de la Fédération Wallonie-Bruxelles et est repris à l'inventaire du patrimoine culturel immatériel de la Région de Bruxelles-Capitale depuis 2017.

## Histoire: de procession sacrée à spectacle historique
L'Ommegang remonte à 1348 et était à l'origine la plus importante procession lustrale de Bruxelles faite en l'honneur de Notre-Dame des Victoires du Sablon, la puissante protectrice de la ville de Bruxelles. Il fut supprimé à la Révolution française.
À l'occasion du centenaire de la Belgique en 1930, il a été remplacé à l'initiative d'Albert Marinus et de quelques passionnés soutenus par Adolphe Max, bourgmestre de Bruxelles, par un cortège historique rappelant le fastueux Ommegang de 1549 fait en l'honneur de Charles Quint.

### Origines de l'Ommegang

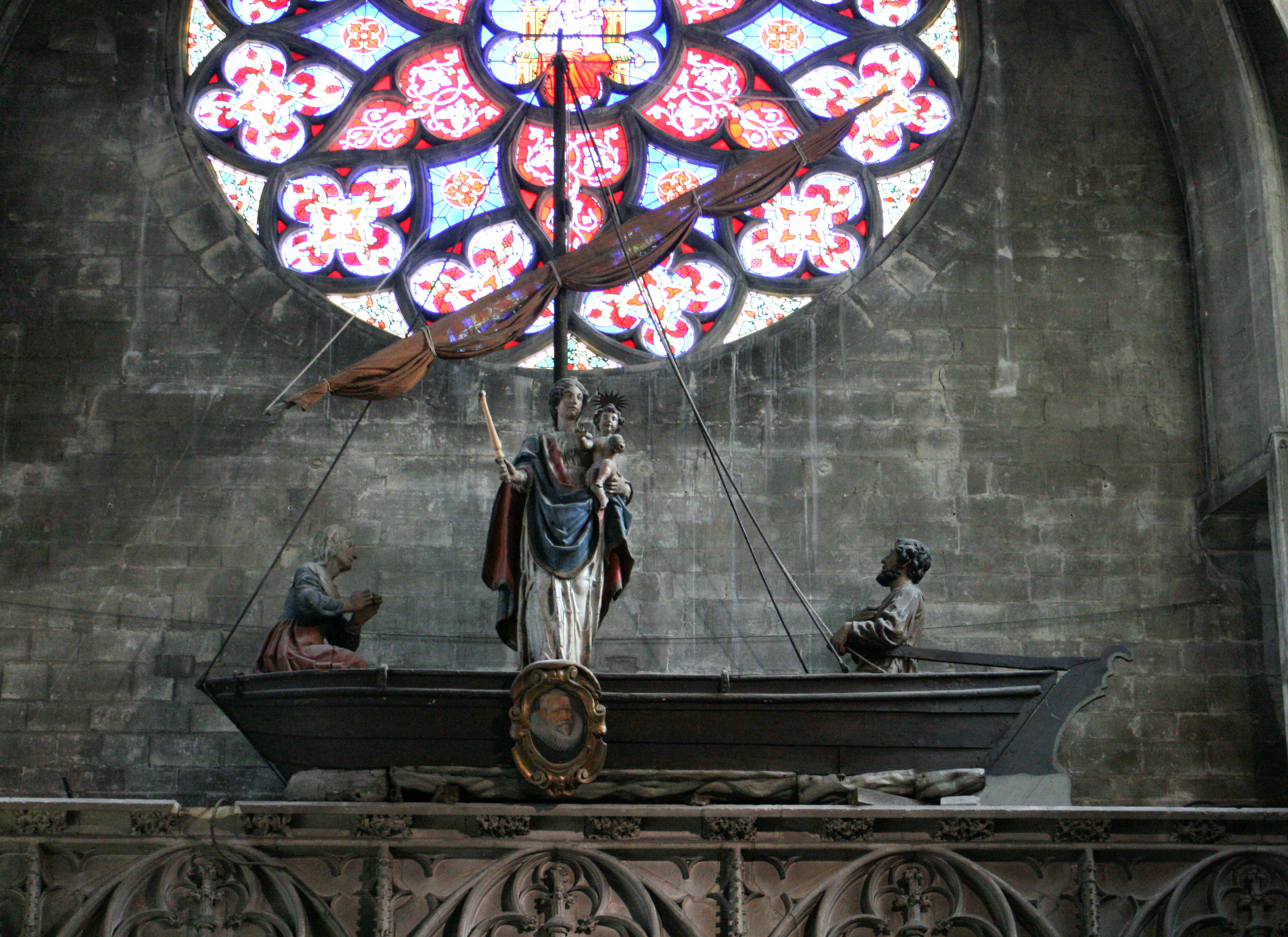
Notre-Dame des Victoires du Sablon, protectrice de Bruxelles, debout sur sa barque. C'est sous son égide et en son honneur que se déroule chaque année l'Ommegang.

La procession de l'Ommegang fut fondée en 1348 pour célébrer l'arrivée surnaturelle de Notre Dame à la Branche. Cette statue de la Vierge Marie, taillée dans le bois, était d'abord protectrice de la ville d'Anvers en sa cathédrale. Mais on dit que la Vierge, dans un songe, apparut deux fois à une jeune fille locale du nom de Béatrice Soetkens et la somma de saisir la statue et de la transporter vers Bruxelles. Béatrice s'exécuta et fut aidée par un batelier voguant vers la capitale ; c'est ainsi que la statue fut menée merveilleusement jusqu'aux quais de la cité où elle fut accueillie par le duc de Brabant en personne et les arbalétriers qui avaient été prévenus de ce prodige.
Cette Vierge déposée en 1348 dans la nouvelle Chapelle du Sablon construite déjà en l'honneur de la Vierge en 1303 par les arbalétriers du Grand Serment, prit tardivement le nom de Notre Dame des Victoires qui n'est relevé dans les archives la première fois que le 8 mai 1716, car presque tous les érudits croyaient que cette chapelle avait été construite pour célébrer la victoire lors de la bataille de Worringen en 1288. Cet événement merveilleux fit affluer les offrandes et les arbalétriers résolurent de transformer leur chapelle en une église de proportions plus vastes. La Vierge miraculeuse du Sablon devint, tout comme Saint Michel en était le défenseur, la grande protectrice de la ville de Bruxelles, où elle fut mise sous la garde directe des arbalétriers, des gens de guerre de la ville, du magistrat et des Lignages, et devint la sentinelle de la cité contre les périls du dehors et la gardienne de son autonomie.
L'Ommegang se déroulait le dimanche précédant la Pentecôte, jour qui était également le jour de la fête de la ville de Bruxelles.
Avant l'arrivée de cette statue miraculeuse, il y avait deux processions importantes à Bruxelles, celle de Saint-Jean, dont l'éclat diminua, et celle de Saint-Michel qui continua à exister mais perdit rapidement aussi de sa splendeur devant l'Ommegang, malgré le fait que Saint-Michel était officiellement le grand patron et le défenseur de la cité, mais le peuple donna rapidement sa préférence à Notre Dame du Sablon, plus proche et plus familière que le terrible Archange demeurant dans les hauteurs célestes.
L'Ommegang consistait en une circumambulation lustrale et purificatrice où la statue miraculeuse de la Vierge du Sablon, véritable palladium de la cité, escortée des arbalétriers du grand Serment et précédée par les Lignages était portée sur la barque miraculeuse qui l'avait menée à Bruxelles.

### La procession de l'Ommegang: 1348-1785

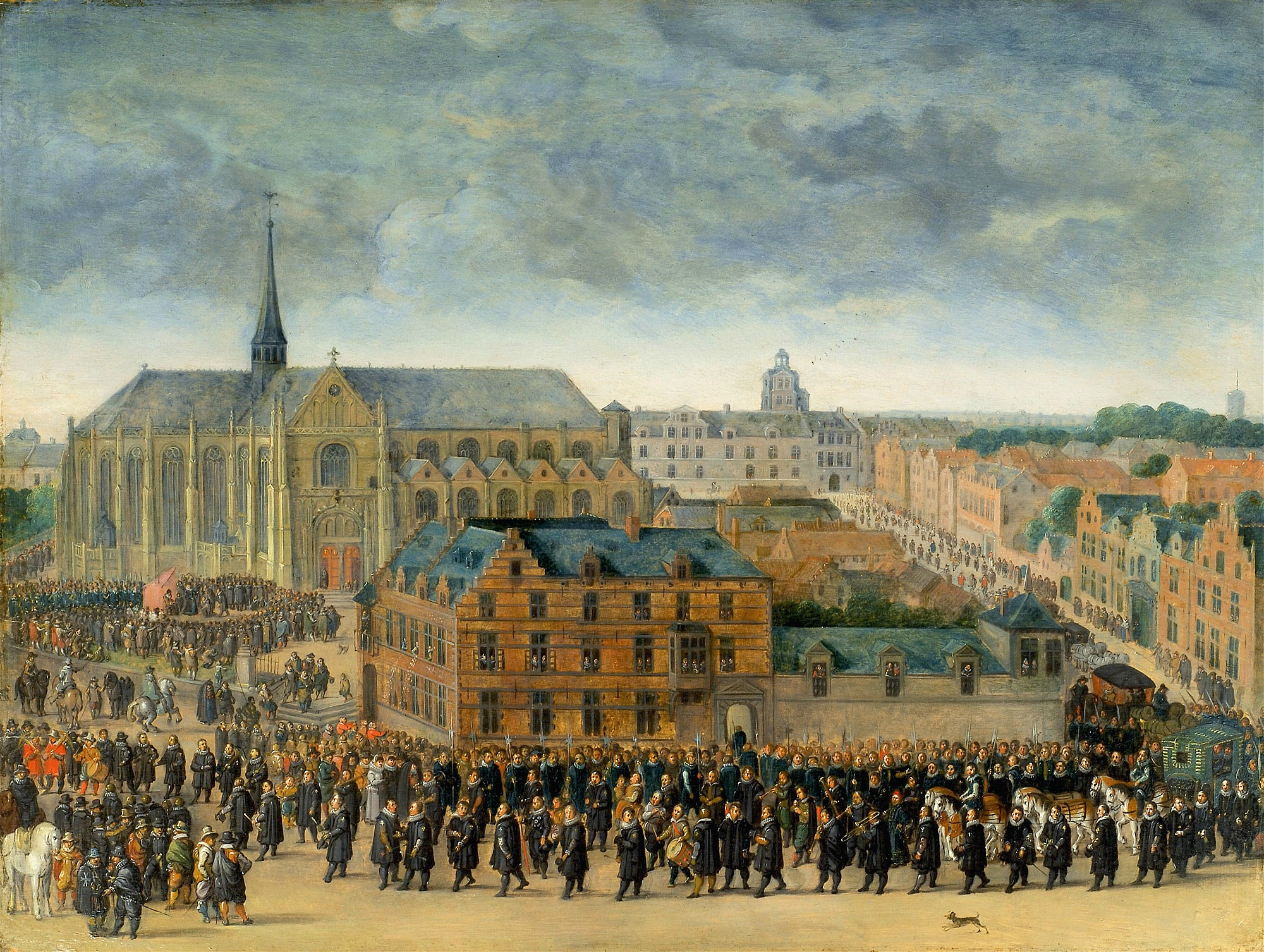
L'Ommegang de Bruxelles en 1615. Œuvre d'Antoon Sallaert.

Lors de l'Ommegang la statue de la vierge partait d'abord de l'église du Sablon, entourée des Lignages et escortée des Arbalétriers, et allait jusqu'à la Place de la Vieille-Halle-au-Blé où l'ensemble du cortège se formait, puis descendait la rue du Chêne, empruntait la rue de l'Étuve et gagnait la Grand-Place où il se déployait et retournait en boucle par la rue de la Madeleine jusqu'à l'église du Sablon.
Le magistrat invitait les étrangers de marque ou les souverains à assister à la cérémonie depuis l'hôtel de ville.
Marchant en cortège, tout le corps social de la cité défilait dans un ordre croissant d'importance au fur et à mesure qu'on était proche de la Vierge des Victoires, d'abord les gens de guerre de la ville de Bruxelles, ensuite les doyens des corporations représentants du commerce et de l'industrie et enfin les Lignages et les magistrats qui précédaient la sainte statue entourée du clergé et d'arbalétriers du grand Serment.
Ainsi en tête du cortège marchaient les escrimeurs vêtus de blanc et de bleu, ensuite les arquebusiers vêtus de blanc, puis les archers vêtus de blanc, noir et rouge, puis les arbalétriers du petit Serment de Saint-Georges vêtus de blanc et de rouge et enfin les arbalétriers du grand Serment vêtus de vert. Ils précédaient une cavalcade composées de jeunes gens choisis dans les plus importantes familles de la bourgeoisie qui évoquaient les anciens ducs de Brabant, chacun avec un porte-bannière, des hommes d'arme et des pages. Ensuite venaient les représentants des corporations et les chefs des Nations dont les doyens étaient vêtus de drap rouge, couleur de la ville de Bruxelles, puis tous les représentants des institutions de la ville et de sa vie culturelle comme les membres des chambres de rhétorique. Après eux commençait le cortège de divertissement, où l'on voyait la Pucelle de Bruxelles, les Géants, les chars, les animaux, les gonfaloniers, les jongleurs, des groupes d'enfants déguisés en diables ou montés sur le cheval Bayard, des cavalcades et autres baladins et groupes festifs évoquant l'histoire et les légendes de la ville et des chars racontant l'histoire merveilleuse de Notre Dame du Sablon. Enfin, venaient les serviteurs de la ville, puis les membres des Lignages et le magistrat, vêtus de la robe rouge écarlate -le fameux écarlate bruxellois teinté dans le sang de taureau que seuls pouvaient porter le magistrat et les Lignages - qui précédaient immédiatement le groupe sacro-saint composé du clergé entourant la Vierge des Victoires escortée par des arbalétriers.
Dès le XVe siècle les ornements pour la cavalcade étaient si nombreux que la ville dut acheter une maison rue d'Or pour les y entreposer.
L'Ommegang était bien ainsi chaque année le moment majeur de la vie sociale bruxelloise et la fête officielle de la Ville, où sous l'égide de la Vierge des Victoires du Sablon, puissante protectrice de la cité, portée triomphalement dans sa barque, tout le corps social urbain défilait dans une procession purificatrice en demandant sa protection et en affichant devant tous son harmonie, sa force et sa richesse, signes de la bienveillance céleste, et où tout le peuple uni restaurait son alliance qui l'unissait à sa sainte patronne qui le faisait triompher d'année en année des forces du désordre.
Après la fin de la procession, un banquet solennel auquel participait le magistrat et les Lignages était servi sur la Grand-Place.
L'Ommegang de 1549 correspond à un âge d'or de la procession. Au cours de la seconde moitié du XVIe siècle, l'événement est tributaire des remous politiques et religieux qui agitent les Pays-Bas espagnols. Nous en connaissons les aléas grâce au journal d'un bourgeois de Bruxelles, Jan de Potter, qui, au fil des ans, mentionne que l'Ommegang a été triste, laid ou pire, qu'il n'a pas eu lieu. Entre 1580 et 1585, lorsque la ville est aux mains des Protestants, la procession est purement et simplement supprimée. L'événement retrouve son lustre sous le gouvernement d'Albert et Isabelle au XVIIe siècle. 
Au XVIIIe siècle, le déclin de la manifestation s'amorce. Le dernier Ommegang, fort réduit, a lieu en 1785.

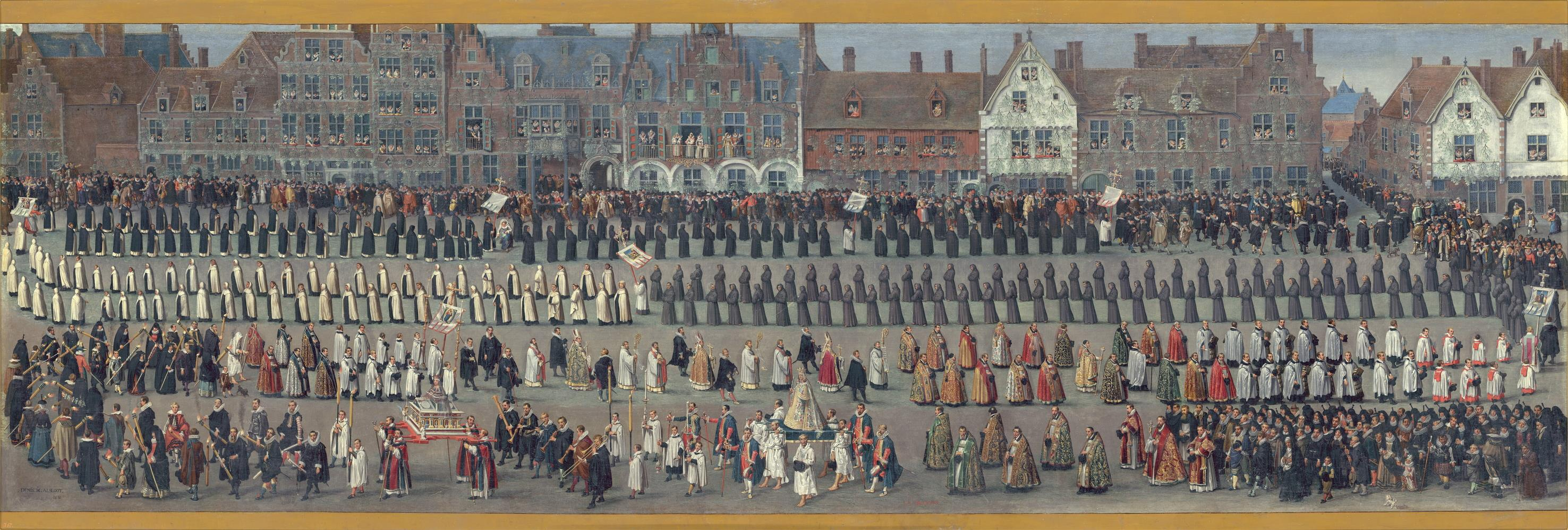
L'Ommegang de Bruxelles en 1615. Peint par Denis van Alsloot en 1616 ; Musée du Prado.

### Le spectacle historique actuel

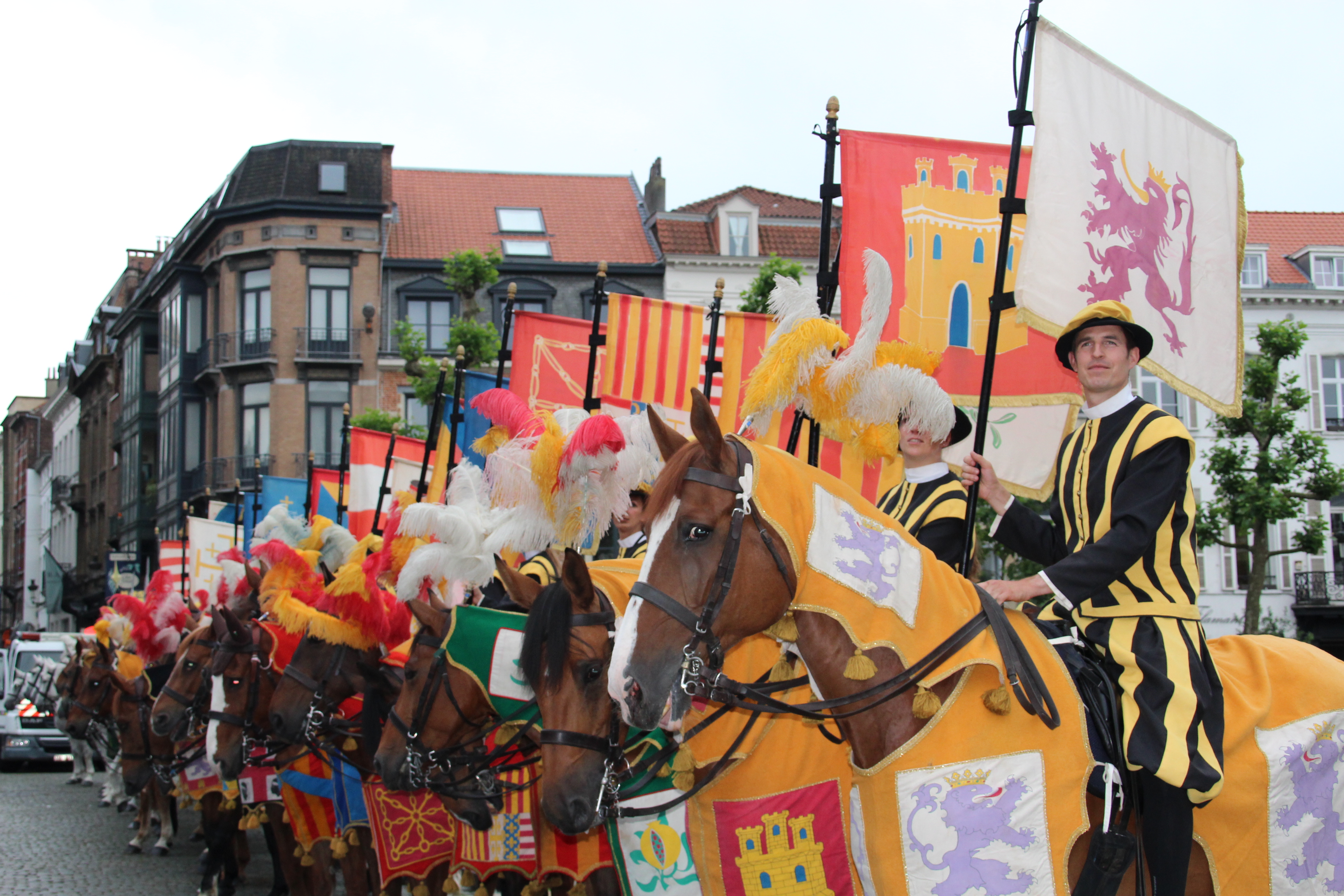
Cavaliers habillés en costume de l'époque de Charles Quint au Sablon.

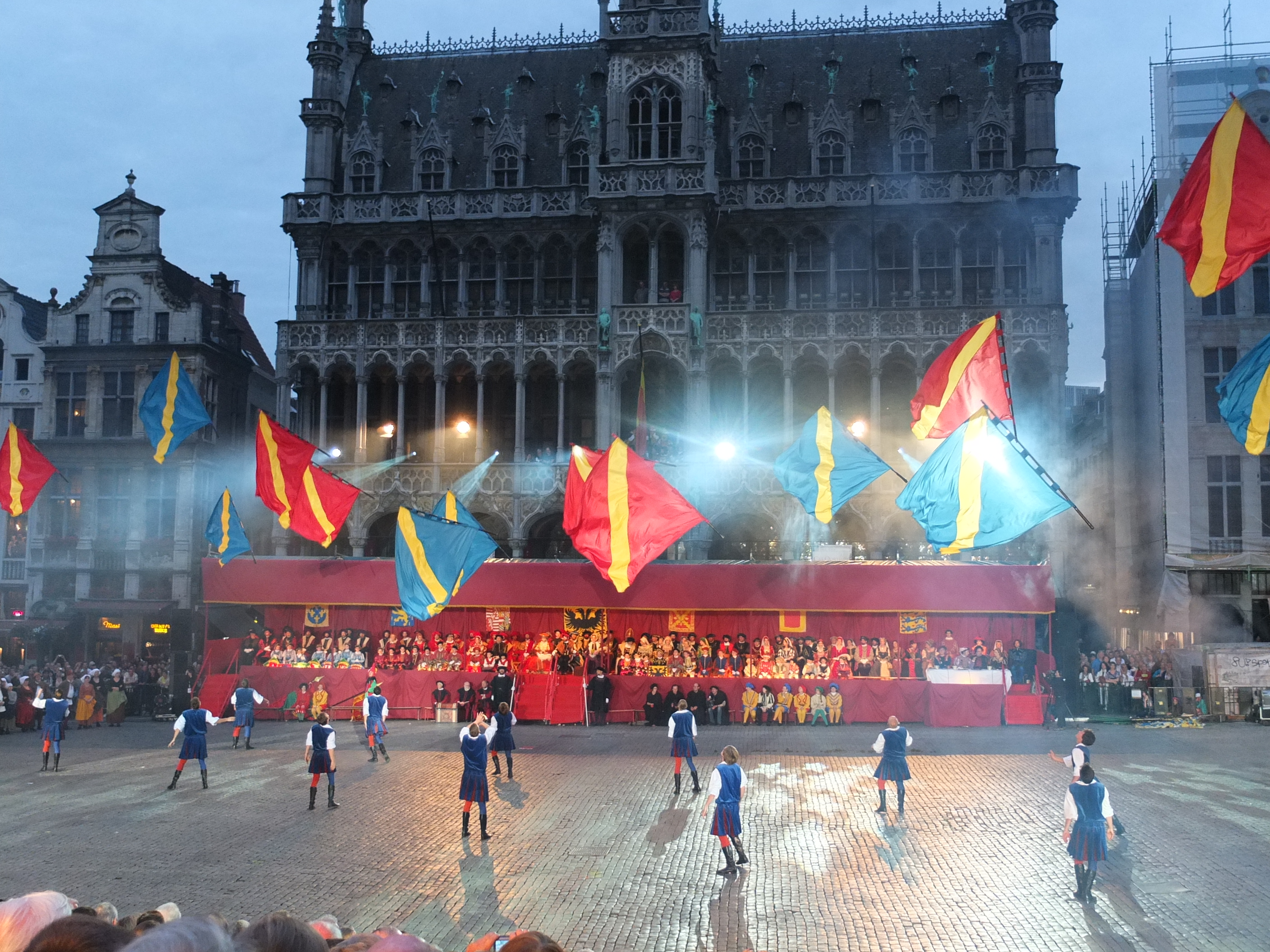
Spectacle sur la Grand-Place.

À l'occasion du centenaire de la Belgique en 1930, le savant folkloriste Albert Marinus et quelques passionnés d'histoire comme l'abbé François-Henri De Smet, professeur au Lycée Royal, soutenus par Adolphe Max, bourgmestre de Bruxelles, ont joint leurs efforts pour commémorer sous forme de cortège historique cette antique manifestation bruxelloise. Dès la conception du projet, en 1929, Albert Marinus en envisage les retombées économiques : « Une propagande bien faite ne réunirait-elle pas dans les murs de notre bonne ville, Hollandais, Anglais et Américains, friands de ces spectacles évocateurs du passé ? Le commerce n'en retirerait-il pas de larges profits ? » 
Devant le succès de cette représentation, il fut décidé de la répéter les années suivantes. Ce fut l'origine de l'Ommegang actuel.
Le comité chargé de l'organisation choisit non pas de faire renaître la circumambulation ancestrale, mais d'en faire un spectacle reproduisant et répétant le somptueux Ommegang offert en 1549 par la ville de Bruxelles à Charles Quint et à son fils Philippe II et dont Juan Calvete de Estrella a laissé une description détaillée. 
Les historiens et folkloristes qui ont remis sur pied cette manifestation l'on fait revivre comme spectacle théâtral où les acteurs sociaux sont représentés par des figurants.
Bouleversant l'ordre astronomique qui présidait à sa célébration, il est désormais répété à deux reprises, et se déroule même en des lieux situés en dehors des remparts de la cité.
Actuellement, après avoir longtemps été cantonné à la seule Grand-Place, le parcours de l'Ommegang, voulant renouer avec ses origines, est redevenu une marche folklorique qui commence à la place du Sablon par le tour de l'église et se termine par un spectacle sur la Grand-Place.
On dénombre environ 1 400 figurants, dont plusieurs dizaines de cavaliers, habillés en costume d'époque. Il y a aussi des échasseurs et des géants tels l'archange saint Michel, sainte Gudule ou encore le cheval Bayard.
Depuis 2011, chaque année, une personnalité du monde des arts se voit confier le rôle de héraut et commente le spectacle sur la Grand-Place. Jean-Pierre Castaldi, Stéphane Bern, Jacques Weber, Francis Huster, Éric-Emmanuel Schmitt et Patrick Poivre d'Arvor se sont successivement prêtés à l'exercice.
La manifestation est organisée par La Société de l'Ommegang, Ommegang Oppidi Bruxellensis, une association proche de la Ville de Bruxelles. Elle recrute des bénévoles dont les costumes et accessoires sont entretenus et abrités en divers lieux de la ville.
Devenu spectacle historique, certes désacralisé et payant, et même si, comme on a pu l'écrire, émouvant ou agaçant il ne se donne en spectacle qu'à soi-même, l'Ommegang n'en conserve pas moins de nombreux éléments traditionnels et authentiques comme la présence des Lignages de Bruxelles, des Serments d'arbalétriers et des escrimeurs et de la Vierge des Victoires, et reste dans l'esprit des Bruxellois un événement majeur de l'année.

## Documentaire
- 2022 : Le Temps d'une histoire épisode Ommegang, dans les coulisses d'une histoire belge réalisé par Quentin Moll-Van Roye[13].